# Nikola Milenković
Nikola Milenković (en serbe en écriture cyrillique : Никола Миленковић), né le 12 octobre 1997 à Belgrade en Yougoslavie (auj. en Serbie), est un footballeur international serbe. Il évolue à Nottingham Forest au poste de défenseur central.

## Biographie

### En équipe nationale
Avec les moins de 19 ans, il inscrit en mars 2016 un but contre le Monténégro, lors des éliminatoires du championnat d'Europe des moins de 19 ans 2016.
Avec les espoirs, il participe au championnat d'Europe espoirs en 2017, mais en restant sur le banc des remplaçants.
Il joue son premier match en équipe de Serbie le 29 septembre 2016, en amical contre le Qatar (défaite 3-0 à Doha). Deux ans plus tard, il dispute sa première compétition majeure lors de la Coupe du monde 2018 en Russie. 
Le 11 novembre 2022, il est sélectionné par Dragan Stojković pour participer à la Coupe du monde 2022.
Il est retenu dans la liste des 26 joueurs serbes du sélectionneur Dragan Stojković pour participer à l'Euro 2024.

## Statistiques
| Saison                | Club                  | Championnat           | Championnat | Championnat | Coupe(s) nationale(s) | Coupe(s) nationale(s) | Supercoupe | Supercoupe | Compétition(s) continentale(s) | Compétition(s) continentale(s) | Compétition(s) continentale(s) | Serbie | Serbie | Total | Total |
| Saison                | Club                  | Division              | M.          | B.          | M.                    | B.                    | M.         | B.         | Comp.                          | M.                             | B.                             | M.     | B.     | M.    | B.    |
| 2015-2016             | FK Teleoptik (prêt)   | League Belgrade       | 10          | 0           | -                     | -                     | -          | -          | -                              | -                              | -                              | -      | -      | 10    | 0     |
| 2015-2016             | Partizan Belgrade     | SuperLiga             | 4           | 1           | -                     | -                     | -          | -          | -                              | -                              | -                              | -      | -      | 4     | 1     |
| 2016-2017             | Partizan Belgrade     | SuperLiga             | 32          | 2           | 6                     | 1                     | -          | -          | C3                             | 2                              | 0                              | -      | -      | 40    | 3     |
| Sous-total            | Sous-total            | Sous-total            | 36          | 3           | 6                     | 1                     | -          | -          | -                              | 2                              | 0                              | -      | -      | 44    | 4     |
| 2017-2018             | ACF Fiorentina        | Serie A               | 16          | 0           | 1                     | 0                     | -          | -          | -                              | -                              | -                              | 5      | 0      | 22    | 0     |
| 2018-2019             | ACF Fiorentina        | Serie A               | 34          | 3           | 4                     | 0                     | -          | -          | -                              | -                              | -                              | 9      | 0      | 47    | 3     |
| 2019-2020             | ACF Fiorentina        | Serie A               | 37          | 5           | 4                     | 0                     | -          | -          | -                              | -                              | -                              | 4      | 1      | 45    | 6     |
| 2020-2021             | ACF Fiorentina        | Serie A               | 34          | 3           | 3                     | 0                     | -          | -          | -                              | -                              | -                              | 10     | 0      | 47    | 3     |
| 2021-2022             | ACF Fiorentina        | Serie A               | 34          | 1           | 5                     | 2                     | -          | -          | -                              | -                              | -                              | 9      | 2      | 48    | 5     |
| 2022-2023             | ACF Fiorentina        | Serie A               | 24          | 2           | 4                     | 0                     | -          | -          | C4                             | 11                             | 1                              | 7      | 0      | 46    | 3     |
| 2023-2024             | ACF Fiorentina        | Serie A               | 34          | 0           | 4                     | 0                     | 1          | 0          | C4                             | 11                             | 0                              | 12     | 0      | 62    | 0     |
| Sous-total            | Sous-total            | Sous-total            | 213         | 14          | 25                    | 2                     | 1          | 0          | -                              | 22                             | 1                              | 56     | 3      | 317   | 20    |
| 2024-2025             | Nottingham Forest     | Premier League        | 37          | 5           | 3                     | 0                     | -          | -          | -                              | -                              | -                              | 10     | 0      | 50    | 5     |
| Sous-total            | Sous-total            | Sous-total            | 37          | 5           | 3                     | 0                     | 0          | 0          | -                              | 0                              | 0                              | 10     | 0      | 50    | 5     |
| Total sur la carrière | Total sur la carrière | Total sur la carrière | 296         | 22          | 34                    | 3                     | 1          | 0          | -                              | 24                             | 1                              | 66     | 3      | 421   | 29    |

## Palmarès
Avec le Partizan Belgrade, il est tout d'abord vice-champion de Serbie en 2016. Il est ensuite champion en 2017 et lauréat de la Coupe de Serbie.
Avec la Fiorentina, il est finaliste en 2023 de la Coupe d'Italie et de la Ligue Europa Conférence.